# ホス狂い
ホス狂い（ほすぐるい）あるいはホス狂（ほすきょう）は、ホストに没頭する女性を示す言葉。ソーシャルネットワークサービス（SNS）で用いられる言葉で、これを自称する女性たちは誇らしさが見えると、ライターの宇都宮直子と作家の大泉りかは指摘している。類語に一部の界隈で使われる言葉として、一人のホストに尽くす女性客を「担当狂い」と称する。大泉はホス狂いと担当狂いの境界線は、女性客からすると限りなく近いと述べている。

## 定義
YouTuberとして「ぶーちゃんねる」で活動しているあおいは、当初自分が名乗るに当たって抵抗があったことに触れている。ただ、ホス狂いという言葉は金銭を稼いでそれをホストクラブにて使うことができる人間でないと名乗れないもののため、歌舞伎町においてこの言葉が職業や肩書として一つのブランドになっているという認識を語っている。また、宇都宮がインタビューしたある女性はホス狂いの定義について、どのような職業であるにもかかわらず自分の月収の半分以上をホストクラブに使う人と述べている。
かつては地位や名声を持った女性がホストクラブに通うことは、陰口を言われつつも一種のステータスとして認識されていた。その認識は2022年でも変わっておらず、女性がホストクラブに通って大金を使って接客を受けることが、繁華街以外では特殊なこととして扱われているということに宇都宮は触れている。

## 習俗

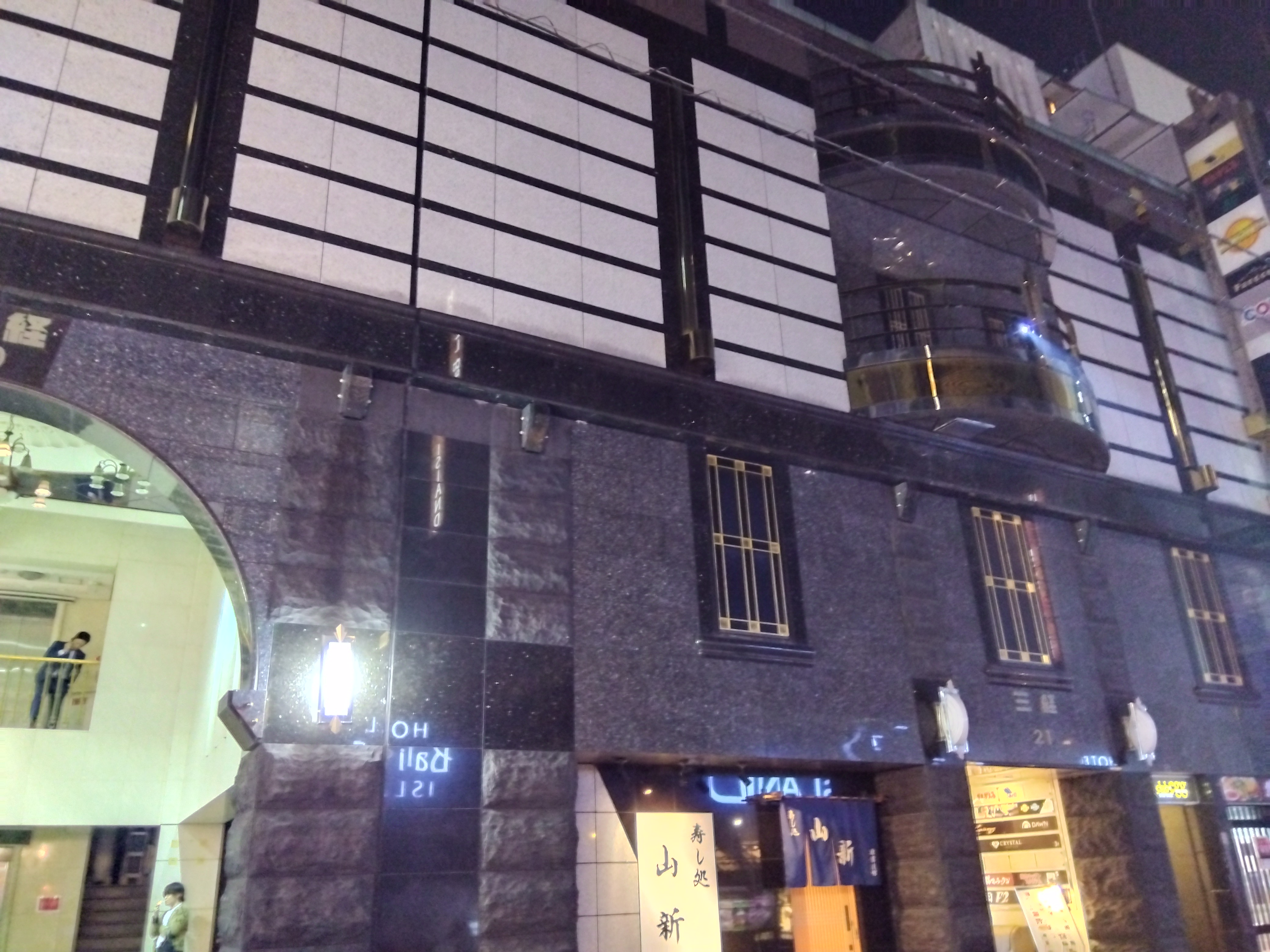
6階建ての三経20ビル（旧商業ビル2番館）は大泉りか『ホス狂い』にて自殺未遂をしたホス狂いの話の中で紹介された。竹山実設計。1970年竣工。

ホス狂いを自称する人々の行動は、SNSが主となる。彼女たちはホストクラブでの購入品や伝票の写真のアップロード、ホストクラブで使うための金額を稼ぐための風俗での勤務状況やホストに対する思いの吐露などを行うほか、それに対する自嘲を発信する。中にはインフルエンサーとして自身の発信物から単著を出した人間も存在する。また、彼女たちは2019年に発生した歌舞伎町ホスト刺殺未遂事件のような事件で加害者にシンパシーを抱くこともあるが、2年後には過去の出来事として認識されていることに宇都宮は驚いたと述べている。ただ、同様の事件は歌舞伎町で頻発しているものの、警察沙汰になることは少ない。理由としてホストにとって客が罪悪感でより金を使う客になることが挙げられる。宇都宮は同様の事件に関して、大手新聞社の社会部担当記者が本当の被害者は男性であるという意見を紹介している。
ホス狂いになる女性は、元々バンギャやジャニヲタなどの経歴を持つ者も多い。これはヴィジュアル系やアイドルはホストと見た目に共通項が見られることや、2022年前後のホストのアイドル化現象によるものも影響している。またホストを女性客が「推し」として応援するという環境の誕生と成長により、客自身の消費できる量を上回る購買が発生している。他にもメン地下と呼ばれるメンズ地下アイドルや、読者モデルのファンが多いと大泉のインタビューでは言われている。
大泉は国税庁の「平成30年分民間給与実態統計調査結果について」での女性の給与所得者の年間平均給与が293万円で、一般企業の給与でエースの座を得ることは難しいとして、水商売、アダルトビデオ、風俗業、パパ活などでその資金を得ていると指摘している。また大泉は取材を通じて、インタビューを受けた女性の多くが担当のホストに使う目的の存在で労働意欲が沸くと述べていたことに言及している。ホス狂いを称する女性たちは、多くの金を支払うことでホストに入れ込むようになるが、大泉はこれについてサンクコスト効果が恋愛面で機能してのめりこんでいくとの考えを述べている。大泉がインタビューを行った女性の一人は、ホス狂いは評価制度の家庭で育っていることが多いとして、承認欲求を満たすためにホストクラブに通うと述べている。他にも「担当」という言葉の存在が、ホス狂いの女性に対してホストがメンタルケアを施す必要を発生させていると大泉は指摘している。また、ホストクラブはこうした労働環境にある女性にとってのサードプレイスとなっている。

## 受容
サイコミにて連載の『明日、私は誰かのカノジョ』では5、6巻にてゆあてゃというキャラクターが登場する。彼女は量産型女子のファッションに身を包み、担当のために風俗業で稼ぎ、大金をホストクラブで払っている。ゆあてゃは退廃的で魅力的なキャラクターとして10代から20代の女性に支持され、2021年6月の雑誌『LARME』43号にてゆあてゃがモデルとして表紙を飾るイラストが誌面に掲載された。また、同作のファンであるファッションモデルの佐藤ノアがゆあてゃの化粧やコーディネートを紹介した。本作の舞台のモデルとなったNew Generationグループの「CRUISE」では単行本発売日にゆあてゃのパネルを配置したほか、客の送迎に使う「ホスワゴン」をゆあてゃの画像でラッピングした。これ以降、歌舞伎町でゆあてゃと似た格好で歌舞伎町を歩く女性が増えたことを佐々木は指摘している。

## 歴史
黎明期
- 1982年6月、ある女性が日本信販発行の日本信販カードを踏み倒したまま偽名により新規カードを発行して使用した事件で犯人がホスト狂いと報道される[30]。

カリスマホストブーム
- 1997年、TBSのバラエティ番組『TOKIO HEADZ!』にカリスマホストが出演
- 1999年、ホストブーム
- 2002年、新宿ホストクラブリンチ殺人事件

過渡期
- 2003年、歌舞伎町浄化作戦
- 2010年、大阪2児餓死事件

ぴえん系ブーム
- 2018年から2019年にかけて、Z世代の不良行為少年である、所謂「トー横キッズ」が登場する。
- 2018年10月2日、歌舞伎町で飛び降り自殺が発生し、ビル下に居た男性が巻き込まれてニュースとなる[31]。毎日新聞の聞き込みによれば自殺者の女性はホストクラブに通っていたとされる[31]。その後も歌舞伎町では同月4日、5日に飛び降り自殺未遂が、同月12日、17日、26日、27日に飛び降り自殺が起きる[31]。
- 2019年2月、愛知県豊田市でホスト絡みと推測される女性死体山中遺棄事件が起きる[32]。
- 2019年5月、新宿ホスト殺人未遂事件が起きる[33][34]。
- 2022年、大久保公園周辺の街娼（通称:立ちんぼ、交縁女子）が増加していく[35]。
- 2023年、沼津乳児死体遺棄事件
- 2023年、男性にロマンス詐欺を行い「頂き女子」を自称する女性インフルエンサーが、手口をマニュアル化してnoteなどで配布したことで認知される。2024年に女性が逮捕された際、詐欺で得た金と知りながら受け取っていた担当ホストも組織的な犯罪の処罰及び犯罪収益の規制等に関する法律（組織的犯罪処罰法）違反で逮捕された[36](詳細は別項目を参照)。また、本マニュアルを購読するなどして類似事案を起こした女性らも「頂き女子」と呼ばれるようになった。

## 関連作品
黎明期
- バラエティ番組
  - 『史上最強の熟女たちガマンできない人生相談!! 2』内「女子高生ホスト狂」 TBS系列 1996年11月22日

カリスマホストブーム
- テレビドラマ
  - 『女借金取り VS 買いまくる女 新宿ホスト殺人事件』 TBS系列 1998年11月2日[37]
  - 『ナニワ金融道・5　銀行をカタにはめる！ホスト狂いのナースとランパブ店内で同棲!?の灰原が刺された！超人気シリーズ第5弾』フジテレビ系列 2000年9月25日[38]
- 小説
  - 中村うさぎ『ダメな女と呼んでくれ』 角川書店 2001年12月1日 ISBN 978-4048837088
  - 真中優多『つめたいセックス』 新潮社 2002年10月1日 ISBN 978-4104438020
  - 中村うさぎ『さびしいまる、くるしいまる。』 角川書店 2002年11月1日 ISBN 978-4048837941
  - 中村うさぎ『愛か、美貌か―ショッピングの女王〈4〉』 文藝春秋 2002年12月1日 ISBN 978-4163592602

過渡期
- 小説
  - 内藤みか『「ホストの汗」に魅せられ主婦が失った「広い青空」』（黒い報告書シリーズ） 新潮社 2008年2月15日[39]

ぴえん系ブーム
- 漫画
  - をのひなお『明日、私は誰かのカノジョ』内「第4章 Knockin’on Heaven’s Door」 サイコミ連載
- ドラマ
  - 『明日、私は誰かのカノジョ』 6話[40]-11話[41] TBS系 2022年
- 映画
  - 『熱のあとに』 2024年2月2日公開 - 新宿ホスト殺人未遂事件に影響を受けて作られた[42]